# Michel Autès
Michel Autès est un sociologue français né le 5 mars 1949 et mort le 22 avril 2025, ancien chercheur au CNRS-CLERSE (Centre lillois d'études et de recherches sociologiques et économiques) et à la maison européenne des sciences de l'homme et de la société (MESHS) à l'Université Lille I. 
Reconnu comme un penseur majeur du travail social et des politiques sociales, une partie importante de ses recherches ont été consacré à l’analyse critique et à la compréhension des pratiques sociales,
Il poursuit également depuis 1990 une carrière politique au sein du parti « Les Verts ». Il est notamment adjoint chargé du développement durable et de l’économie solidaire à la mairie de Seclin (Nord). Il fut aussi, de 2004 à 2010, vice-président du conseil régional du Nord-Pas-de-Calais chargé de la prévention et de la santé.
En 2010, il n'est pas investi par son parti « Les Verts » et choisit de continuer son engagement politique en se présentant avec l'étiquette Front de Gauche,. 
Il est réélu conseiller régional du Nord-Pas-de-Calais après la victoire de l'union de la gauche au second tour des élections régionales.